# HY Волос Вероники
HY Волос Вероники (лат. HY Comae Berenices) — одиночная переменная звезда в созвездии Волос Вероники на расстоянии приблизительно 3153 световых лет (около 967 парсек) от Солнца.
Видимая звёздная величина звезды — от +10,73m до +10,25m.

## Характеристики
HY Волос Вероники — жёлто-белая пульсирующая переменная звезда типа RR Лиры (RRC) спектрального класса F. Масса — около 2,337 солнечной, радиус — около 5,147 солнечного, светимость — около 48,079 солнечной. Эффективная температура — около 6822 K.

## Планетная система
В 2019 году учёными, анализирующими данные проектов HIPPARCOS и Gaia, у звезды обнаружена планета HIP 59995 b.